# 毛玉山竹
毛玉山竹（学名：Yushania basihirsuta）为禾本科玉山竹属下的一个种。生长于海拔1500-1600米，生于山谷疏林下。分布在产广东北部、湖南南部。

## 扩展阅读
- 維基物種上的相關：毛玉山竹